# Cromwell (Christoph Hein)
Cromwell ist ein Schauspiel in fünfzehn Bildern von Christoph Hein, das am 17. April 1980 in Cottbus mit Wolfgang Dehler in der Titelrolle unter der Regie von Peter Röll uraufgeführt wurde. Weitere DDR-Aufführungen fanden am 26. Februar 1984 in Gera und am 5. Oktober 1984 in Eisenach statt. Die bundesdeutsche Erstaufführung folgte am 24. Oktober 1986 unter der Regie von Hansgünther Heyme in Essen.
Der Text erschien 1981 innerhalb der Sammlung „Cromwell und andere Stücke“ im Aufbau-Verlag Berlin. 

## Inhalt
Dem Stück liegen Ereignisse aus den Jahren 1644 bis zu Oliver Cromwells Todesjahr 1658 zugrunde. Hintergrund ist also der Englische Bürgerkrieg, die Rückeroberung Irlands und die letzten Jahre der Englischen Republik.

### Handlung
Landlord Capon, ein Nachbar Oliver Cromwells im heimatlichen Ely, hat sich nach London begeben. Capon nennt sich ebenso einen Bauern wie den Puritaner Cromwell. In der Wandelhalle des Parlaments unterhält er sich mit Ladybird, einem Diener Cromwells, über die „Revolution“. König Karl I. wurde aus London vertrieben. Cromwell soll General werden.
Cromwells Vorgesetzter, der Parlamentarier General Graf von Manchester, redet Cromwells Sieg über die Royalisten klein. Weil Karl I. Steuern ohne Genehmigung des Parlaments eingetrieben habe, sei der König gemaßregelt worden. Mehr nicht.

Zusammen mit dem getreuen Kapitän Henry Ireton sucht Cromwell seine Familie in Ely auf. Auf Geheiß von Cromwells Ehefrau Elisabeth d. J. soll der gemeinsame Sohn Richard den heimkehrenden Vater begrüßen. Das eigensinnige Kind sträubt sich. Cromwells Mutter, Elisabeth d. Ä., schimpft ihren kriegerischen Sohn einen Marodeur und Revoluzzer, der die Hand gegen den König erhebt und Kirchen verwüsten lässt. Cromwell will das nicht hören. Die Mutter sagt Cromwell und seinen Soldaten ein böses Ende voraus. Ireton will Cromwells Tochter Bridget zur Frau. Cromwell möchte dem Vertrauten bei der Brautwerbung behilflich sein.

Nach der Schlacht von Naseby, die Karl I. verlor, möchte der Gleichmacher Oberstleutnant John Lilburne den König in die See treiben. Auf Cromwells Befehl darf Karl I. nicht angerührt werden. Nach der gewonnenen Schlacht setzt sich Cromwell mit eiserner Härte gegen General Thomas Fairfax, den Oberkommandierenden seiner Armee, durch. Oberst Steward, Sohn eines alten Freundes von Cromwell, wird wegen einer Disziplinlosigkeit während der Kampfhandlungen vor ein Kriegsgericht gestellt und vor seinen Soldaten der Neuen Armee, den Roten Brüdern, erschossen.

Graf Manchester beruhigt anno 1646 Spidernach, den Direktor der Ostindien-Company. Die Monarchie werde auf die Dauer nicht abgeschafft; auch nicht von einem Emporkömmling Cromwell.

Im Hauptquartier der Neuen Armee in Saffron Walden macht Cromwell das Parlament für die Unzufriedenheit der Soldaten verantwortlich. Der Sold wird nicht ausgezahlt. Das Parlament möchte die Neue Armee durch Spaltung schwächen. Cromwell lässt nicht mit sich spaßen. Ein Kavallerieregiment nimmt Karl I. in seinem Schloss Holmby House gefangen.

Bridget hat Ireton erhört. Die Familie soll von Ely nach London umziehen. Elisabeth d. Ä. nennt ihren Sohn einen Banditen und weigert sich.

Cromwell, der inzwischen als Lord Protector in Westminster sitzt, bezeichnet sich zwar als Bauer, doch er kann nicht anders – widerstrebend muss er durch Blut waten. Der Lord Protector will Lilburne und seine Gleichmacher zerschmettern. 

Junge Bauern werden mit gutem Sold für ein Jahr in die Armee der Republik gelockt.
Am 30. Januar 1649 wird Karl I. vor Whitehall wegen Hochverrats enthauptet. Die Republik England, Schottland und Irland wird ausgerufen.

Cromwells Familie genießt das verschwenderische Londoner Leben. Cromwell hat das Protektorat erblich gemacht. Tausende fliehen auf den Kontinent.

Cromwell lässt in Drogheda die Frauen der irischen Aufrührer erschlagen. Die Armee putscht unter Lilburne und Ireton. Cromwell lässt den Schwiegersohn erschießen.

Cromwell hat ausgedient. Manchester und Spidernach wollen den Sohn Karls I. zum König machen.

Englische Soldaten erhalten statt Sold das Land erschlagener Iren. 

Lilburne wird im Tower erschossen.

Cromwell stirbt in Westminster. Als später Karl II. an der Macht ist, befiehlt er, Cromwells Leichnam auszugraben und zu hängen.

## Rezeption

### Äußerungen nach Bühnenaufführungen
Cottbuser Uraufführung:
Nach Erika Stephan („Sonntag“, Nummer 30, 1980) wolle Hein auch mit Wörtern aus dem 20. Jahrhundert das Geschehen um 1650 dem Zuschauer nahebringen. Karl-Heinz Müller („Theater der Zeit“, Heft 8, 1980) gefallen Peter Rölls Imponiermittel (zum Beispiel Bühnenbildelemente) nicht. Andreas Rossmann („Süddeutsche Zeitung“ vom 31. Juli 1980) lobt Heins Sprache.
Essener Erstaufführung:
Nach Ulrich Schreiber („Frankfurter Rundschau“ vom 29. Oktober 1986) habe Hein das revolutionäre Element, vielleicht mit Blick auf die Erhebungen in den darauf folgenden Jahrhunderten, zu sehr betont. Werner Schulze-Reimpell („Theater heute“, Heft 12, 1986) beobachtet ein Charakteristikum dieser Revolutionen, das auch Hein herausgestellt hat. Gemeint ist der Weg des Revolutionärs vom Idealisten zum Diktator. Michael Skasa („Süddeutsche Zeitung“ vom 27. Oktober 1986) habe bei Heyme Kabarett erlebt.

### Besprechungen
Mit Cromwells Revolution sei in Heins Stück nach Kiewitz der DDR-Sozialismus gemeint. Der Hochadel (Manchester, Spidernach) benutze in dem Schauspiel Cromwell, den Mann, der aus dem niederen Adel in die Oberschicht aufsteigt und lasse ihn sodann fallen. Cromwell habe erst dann streng durchgegriffen, als ihm das Volk nicht mehr folgen wollte. Dabei gäbe es niemanden, der den Lord Protector von der Schuld für seine Bluttaten freisprechen könne.
Hammer gibt über vierzig Äußerungen an. Preußer und Hammer nennen 25 Arbeiten.

### Textausgaben
Verwendete Ausgabe
- „Cromwell. Ein Schauspiel“. S. 5–87 in: Christoph Hein: Cromwell und andere Stücke. Nachwort: Rudolf Münz. 321 Seiten. Aufbau-Verlag, Berlin 1981 (1. Aufl.)

### Sekundärliteratur
- Heinz-Peter Preußer, Klaus Hammer: „Auswahlbibliographie Christoph Hein.“ S. 92–105 in: Heinz Ludwig Arnold (Hrsg.): „Text+Kritik. Zeitschrift für Literatur. Heft 111. Christoph Hein.“ München, Juli 1991, ISBN 3-88377-391-3
- Klaus Hammer (Hrsg.): „Chronist ohne Botschaft. Christoph Hein. Ein Arbeitsbuch. Materialien, Auskünfte, Bibliographie.“ 315 Seiten. Aufbau-Verlag, Berlin 1992, ISBN 3-351-02152-6
- Christl Kiewitz: „Der stumme Schrei. Krise und Kritik der sozialistischen Intelligenz im Werk Christoph Heins.“ 308 Seiten. Stauffenburg Verlag, Tübingen 1995 (Diss. Universität Augsburg 1994), ISBN 3-86057-137-0 (S. 64–85)

## Anmerkung
1. ↑  Zum Beispiel Benzinkanister, Lautsprecher, Sportseite, Nazi, Güterwagen oder Maschinengewehr.